# Korte makreel
De Korte makreel (Rastrelliger brachysoma) is een straalvinnige vis uit de familie van makrelen (Scombridae) en behoort derhalve tot de orde van baarsachtigen (Perciformes). De vis kan een lengte bereiken van 34 cm.

## Leefomgeving
De Korte makreel komt in zeewater en brak water voor. De vis prefereert een tropisch klimaat en heeft zich verspreid over de Grote en Indische Oceaan. De diepteverspreiding is 150 tot 200 m onder het wateroppervlak.

## Relatie tot de mens
De Korte makreel is voor de visserij van groot commercieel belang. In de hengelsport wordt er weinig op de vis gejaagd.